# Balboa (cráter marciano)
Balboa es el nombre de un cráter de impacto en el planeta Marte situado a -3.9° Norte y -34° Oeste. El impacto causó un abertura de 23.3 kilómetros de diámetro en la superficie de la gran Valles Marineris, perteneciente al cuadrante Margaritifer Sinus (MC-19) El nombre fue aprobado en 1976 por la Unión Astronómica Internacional en honor a la ciudad isleña de Balboa, en la Zona del Canal de Panamá.